# 聖地牙哥炮台
聖地牙哥炮台（葡萄牙語：Fortaleza de São Tiago da Barra，或稱媽閣炮台、西灣炮台）是位於澳門民國大馬路，內港的入口處，是澳門舊日軍事防衛系統聖地牙哥古堡的一部份。1981年古堡壘改為五星級酒店，並在亞太區旅遊協會的文物建築再利用評比中獲得優異獎。
在過去，聖地牙哥炮台與大炮台和東望洋炮台組成一道堅固的外圍軍事防線。在炮台中，有一小教堂奉祀大雅各伯。相傳如果守堂士兵忘記為其擦靴會被劍敲一下頭。

## 沿革
1622年葡人於此地架設簡陋的炮台。由於位處內港入口海防要塞，炮台由當時葡萄牙國王親自下令興建，為澳門僅有的一座，1629年建成聖地牙哥炮台堡壘，炮台司令亦一直由葡萄牙國王任命，澳督無權過問。炮台裝配16門大炮的聖地牙哥炮台面對海上，以防禦水路進侵之敵人。堡壘築有兵營、軍械與糧食貯藏庫、蓄水池和聖雅各伯小堂。1981年堡壘改為五星級酒店，但仍保持原有城墙、隧道、教堂等文物与葡式风格的设计互相结合。酒店由2017年4月1日起因受到媽閣交通樞紐及輕軌媽閣站工程影響而暫停營業直至2023年12月。

## 外部連結
- 聖地牙哥古堡酒店 （页面存档备份，存于）

- 被評定的不動產 (文物建築) - MM013-聖地牙哥炮台 （页面存档备份，存于）